# Pleconaril
Pleconaril ist ein Arzneistoff, der als Virostatikum verwendet wird. Es ist ein oral applizierbarer Capsidblocker der dritten Generation. Derzeit sind keine Handelspräparate verfügbar.

## Pharmakologie

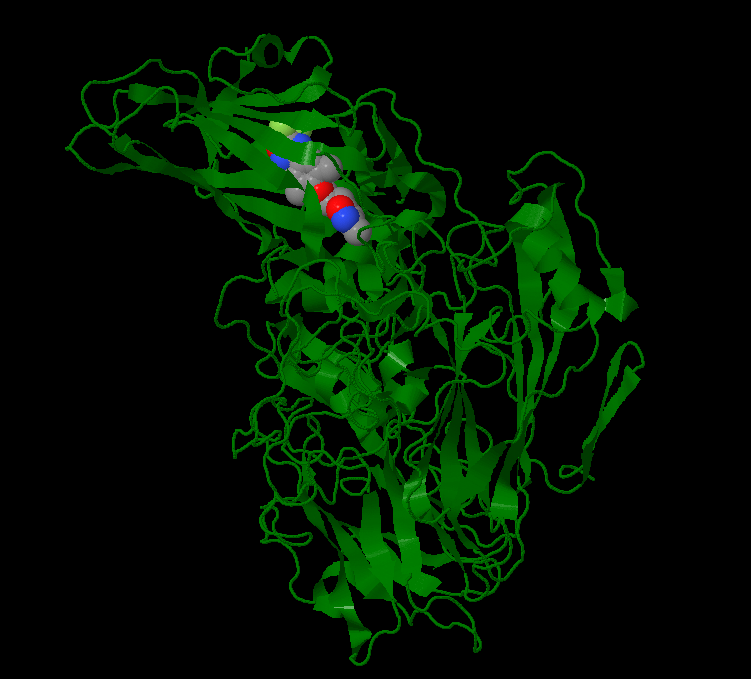
Rhinovirus Kapsidprotein VP1 (in grün) mit Pleconaril

Pleconaril interagiert mit dem Kapsidprotein VP1 von Rhinoviren und Enteroviren.
Hier konkurriert es mit dem Pocket Faktor und besetzt an dessen Stellen die hydrophobe Tasche. Dadurch kommt es zu einer Konformationsänderung im Viruscapsid. In deren Folge wird die Bindung an zelluläre Rezeptoren und das Uncoating der Rhino- und Enteroviren verhindert.